# Трсат

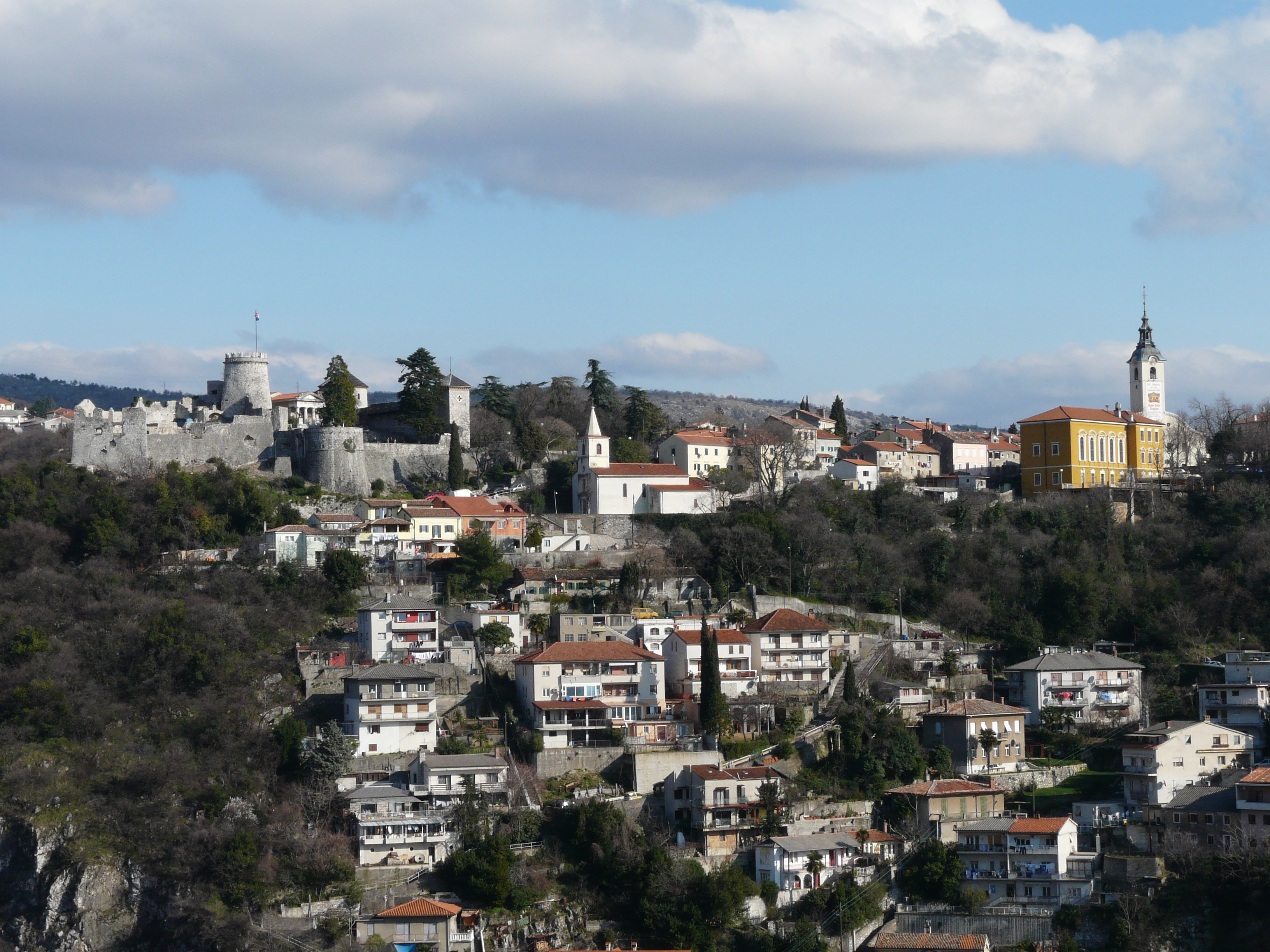
Трсат в 2008 році. Зліва фортеця Трсат, в центрі церква Святого Юра (біла), праворуч Церква Богоматері Трсатской (за жовтою будівлею).

Трсат (хорв. Trsat, італ. Tersatto, лат. Tarsatica) — частина хорватського міста Рієка, туристична пам'ятка й місце паломництва католиків. Колись це було окреме поселення, а сьогодні район міста Рієка.

## Історія
У доримський період було засновано кельтське поселення Тарсатіка (сучасний Трсат, частина Рієки) і поселення моряків Лібурнії.
Близько середини II ст. до н. е. Лібурнія була підкорена римлянами.
В VII столітті сюди прийшли слов'яни і змішалися з місцевим романським населенням.
У 799 році, в часи розпаду Римської Імперії, згадується облога Трсата франками, імперія яких поширилася до цих місць. У 799 році Ерік (герцог Фріульський) здійснив новий похід на Драву. Точно невідомо, хто були його супротивники - авари, слов'яни або візантійці. Передбачається, що це могли бути з'єднані сили цих народів, які уклали між собою антифранкський союз. Військо Еріка обложило фортецю Трсат (Тарсатіка), що належала князю Приморської Хорватії Вишеславу. Однак, під час ведення облогових робіт загін, в якому знаходився правитель Фріуля, потрапив у влаштовану слов'янами засідку і був повністю знищений. Серед загиблих франків був і герцог Ерік.
До кінця життя Вишеслава (помер в 802 році) хорвати підписали мирний договір з франками, визнавши себе васалами Франкської держави.

Фортеці Рієка і Трсат в 1670 році.

Ще в 1288 році в Вінодольському законнику це поселення згадується під іменем Тарсатіка.
У 1466 році цей регіон увійшов до складу держави австрійських Габсбургів, де він називався Ф'юме (італійцями і угорцями) або Флаум (австрійцями) - одне з перших назв міста Рієка, передмістям якого стає Трсат.

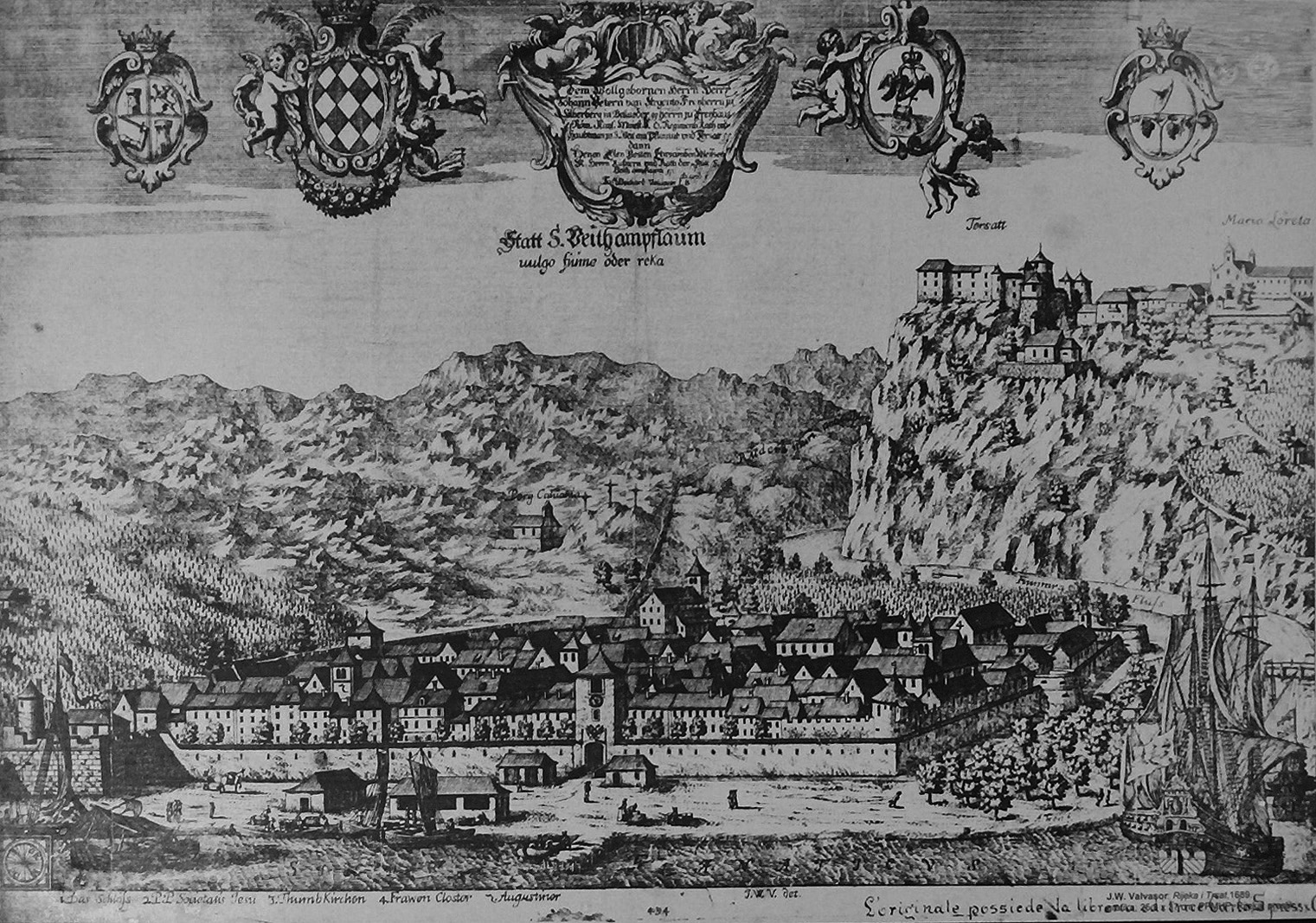
Рієка і Трсат в 1689 році.

У складі Габсбурзької імперії, згодом Австро-Угорщини, місто Ф'юме і його передмістя-фортеця Трсат перебували аж до першої світової війни, за винятком періоду 1805-1813 років, коли місто було зайнято наполеонівськими військами. У XV-XVIII століттях Ф'юме, будучи єдиним портом на Адріатиці, мав найважливіше значення в Австрійській імперії в той час як Істрія і решта Далмації належали Венеційської республіці. Всі спроби венеційців захопити Ф'юме закінчилися нічим.

## Пам'ятки Трсат
- Фортеця (замок) Трсат
- Базиліка Діви Марії або Богоматері Трсатской (XV століття) - один з семи соборів країни, що носять почесний статус «малої базиліки».
- Церква Святого Юра
- Пам'ятник папі римському Іоанну Павлу II
- Кладовище.
- Обетні сходи Петара Кружича.
- Арка біля підніжжя сходів Петара Кружіча.

## Інші джерела
- Вікісховище має мультимедійні дані за темою: Трсат
- Službene stranice Grada Rijeke (24. veljače 2010.)

| CRO | Це незавершена стаття з географії Хорватії. Ви можете допомогти проєкту, виправивши або дописавши її. |